# ألفرد موكن تاندون
ألفرد موكن تاندون (1804-1863) (بالإنجليزية: Alfred Moquin-Tandon)‏ هو عالم نبات فرنسي.